# 蘇丹簽證政策
外國公民入境 苏丹前必須從蘇丹使領館處取得签证，除享有豁免簽證資格的國家的公民外。

## 免簽證
下列6個國家的公民無需簽證，即可入境蘇丹：
| - 埃及 (除18-49岁男性) - 科威特 - 阿联酋 |

| - 叙利亚2 - 葉門1 |

1 —仅限直接从也门抵达
2 —仅限直接从叙利亚抵达

## 落地簽證
下列3個國家的公民可在入境蘇丹時獲得落地簽證：
| - 马来西亚 (有效期30天) - 土耳其 (有效期1个月且必须直接从土耳其抵达) |

## 非普通护照
下列国家的外交或公务/因公/特殊护照持有人不需要签证：
| - 阿尔及利亚 - 中國 - 巴西 - 刚果共和国 - 衣索比亞 | - 伊朗 - 纳米比亚 - 南蘇丹 (外交护照) - 土耳其 - 越南 |

与俄罗斯签署了外交护照签证豁免协议，该协议尚未生效。
持有以下国家外交或特殊护照可在抵达时获得落地签，有效期为2个月：
| - 布吉納法索 - 中非 | - 几内亚 - 利比里亚 - 利比亞 - 毛里塔尼亚 - 摩洛哥 | - 尼日尔 - 奈及利亞 - 聖多美和普林西比 - 塞内加尔 - 多哥 - 突尼西亞 |

## 警察登记
所有国籍的公民必须在抵达后24小时内于警方处登记

## 禁止入境
過去，任何持以色列護照的人或旅行證件上有 以色列的签证或出入境蓋章，均會被蘇丹拒絕入境。 2020年，以色列及蘇丹簽訂《以色列－蘇丹和平協議》後，該禁令將會廢除。